# Minouche Smit
Minouche Smit (* 6. März 1975 in Hoorn) ist eine ehemalige niederländische Schwimmerin. Sie gewann bei Europameisterschaften eine Silbermedaille.

## Sportliche Karriere
Bei den Europameisterschaften 1995 in Wien siegte die westdeutsche 4-mal-200-Meter-Freistilstaffel mit vier Sekunden Vorsprung vor der niederländischen Staffel mit Patricia Stokkers, Minouche Smit, Carla Geurts und Kirsten Vlieghuis, die drittplatzierten Britinnen lagen weitere vier Sekunden zurück. Smit erreichte auch das Finale über 200 Meter Lagen und belegte dort den sechsten Platz.
Im Jahr darauf bei den Olympischen Spielen 1996 in Atlanta erreichte die 4-mal-100-Meter-Freistilstaffel mit Marianne Muis, Manon Masseurs, Wilma van Hofwegen und Minouche Smit das Finale mit der zweitbesten Vorlaufzeit. Im Finale waren Marianne Muis, Minouche Smit, Wilma van Hofwegen und Karin Brienesse über eine Sekunde schneller als die Vorlaufstaffel und wurden Vierte hinter den Staffeln aus den USA und der Volksrepublik China  sowie den Deutschen. Über 200 Meter Lagen belegte Smit im Endlauf den siebten Platz, nachdem sie die drittbeste Vorlaufzeit erreicht hatte. Die 4-mal-200-Meter-Freistilstaffel schwamm im Finale die sechstbeste Zeit in der Aufstellung Carla Geurts, Patricia Stokkers, Minouche Smit und Kirsten Vlieghuis, im Vorlauf war Karin Brienesse für Vlieghuis angetreten.
1997 bei den Europameisterschaften in Sevilla erreichte die niederländische 4-mal-200-Meter-Freistilstaffel mit Kirsten Vlieghuis, Wilma van Hofwegen, Minouche Smit und Carla Geurts den sechsten Platz.
1999 nahm Minouche Smit an der Universiade in Palma de Mallorca teil. Sie erreichte mit dem achten Platz in der 4-mal-100-Meter-Freistilstaffel nur eine Endkampfplatzierung.
Minouche Smit schwamm für De Water Kip aus Barneveld. Sie heiratete den Schwimmer Pieter van den Hoogenband.